# Халтуринский проезд
Халту́ринский проезд — проезд от Халтуринской улицы до Открытого шоссе на территории района Преображенское Восточного административного округа города Москвы.

## История
Проезд получил своё название в 1950-х годах — по названию Халтуринской улицы, от которой он начинается. До 1922 года носил название Храмовый проезд, затем — Проектировочная улица.

## Расположение
Халтуринский проезд проходит от Халтуринской улицы до Открытого шоссе, поворачивая на 90 градусов (буквой «Г»);  с запада к нему примыкает, заканчиваясь, Просторная улица.
 
Нумерация домов начиналась бы от Халтуринской улицы — если бы был хоть один дом, числящийся по этому проезду.
 В состав проезда вошла упразднённая в середине 1980-х годов Гоголевская улица.

## Транспорт

### Наземный транспорт

#### Трамвай
Движение по проезду только трамвайное (двухстороннее):
 
№ 4, 36, 13.
 
Трамвайные остановки, находятся на противоположных концах проезда: 
- «Просторная улица»
- «Черкизово» (на Халтуринской улице вблизи начала проезда)

#### Иные виды транспорта
Движение других видов наземного транспорта по проезду не только запрещено, но и невозможно физически из-за ям-ловушек, специально организованных на трамвайных путях — для предотвращения движения нерельсового наземного транспорта.

### Метро
Ближайшие станции
- Станция метро «Преображенская площадь» Сокольнической линии — юго-западнее проезда, на Преображенской площади на пересечении Преображенской и Большой Черкизовской улиц с Краснобогатырской улицей и улицей Преображенский Вал.
- Станция метро «Бульвар Рокоссовского» Сокольнической линии — северо-восточнее проезда, на Ивантеевской улице.

### Железнодорожный транспорт
- Станция МЦК «Бульвар Рокоссовского» — северо-восточнее проезда, на 6-м проезде Подбельского.

## Здания и сооружения
Нет ни одного дома — что, в некотором роде, явление уникальное.
 
В особенности, для Москвы.

## Интересные факты
- Халтуринский проезд огибает с двух сторон школу № 1080 (бывшую № 376).
- На проезде нет (не числится) ни одного дома.
- Транспортное движение про проезду — только трамвайное.